# Тиранский политехнический университет
Тиранский политехнический университет (алб. Universiteti Politeknik i Tiranës) — университет, расположенный на площади матери Терезы в Тиране, столице Албании, в здании Каса-дель-Фашо (Casa del Fascio, 1939—1940, итальянский архитектор Герардо Бозио).

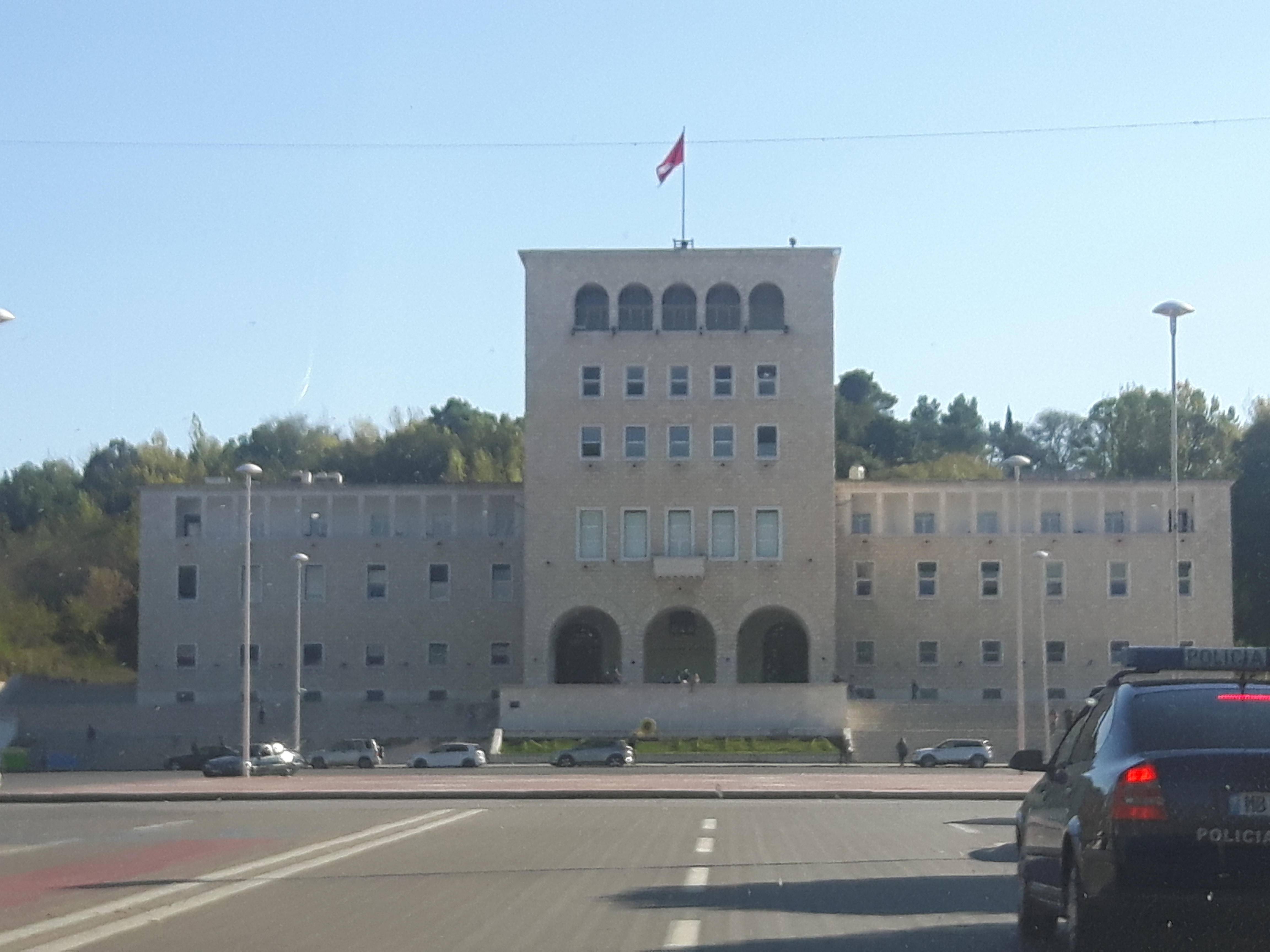

Является старейшим университетом в Албании, вторым по величине после Тиранского университета. Он был основан в 1951 году как Политехнический институт (алб. Instituti Politeknik) и в настоящее время насчитывает около 10 000 студентов, приезжающих из Албании, Косово, Республики Македония и Черногории.
В 1957 году основан Тиранский государственный университет, который объединил педагогический, политехнический, медицинский, экономический и юридический институты, а также Институт наук Албании. В 1991 году инженерные факультеты были выделены и создан Политехнический университет Тираны.
Университет включает в себя шесть факультетов и два научно-исследовательских института:
- Строительный факультет
- Факультет информационных технологий
- Механико-машиностроительный факультет
- Факультет геологии и горного дела
- Факультет электротехники
- Факультет математики и физики
- Институт геологии
- Институт энергетики, водных ресурсов и окружающий среды